# 10459 Vladichaika
10459 Vladichaika este un asteroid din centura principală, descoperit pe 27 septembrie 1978, de Liudmila Cernîh.